# Juegos Asiáticos de 1998
Los XIII Juegos Asiáticos se celebraron en Bangkok (Tailandia), del 6 de diciembre al 20 de diciembre de 1998, bajo la denominación Bangkok 1998.

Participaron un total de 6554 deportistas representantes de 41 países miembros del Consejo Olímpico de Asia. El total de competiciones fue de 376 repartidas en 36 deportes.

## Medallero
| Núm. | País                   | Oro | Plata | Bronce | Total |
| ---- | ---------------------- | --- | ----- | ------ | ----- |
| 1    | China                  | 129 | 78    | 67     | 274   |
| 2    | Corea del Sur          | 65  | 46    | 53     | 164   |
| 3    | Japón                  | 52  | 61    | 68     | 181   |
| 4    | Tailandia              | 24  | 26    | 40     | 90    |
| 5    | Kazajistán             | 24  | 24    | 30     | 78    |
| 6    | Taiwán                 | 19  | 17    | 41     | 77    |
| 7    | Irán                   | 10  | 11    | 13     | 34    |
| 8    | Corea del Norte        | 7   | 14    | 12     | 33    |
| 9    | India                  | 7   | 11    | 17     | 35    |
| 10   | Uzbekistán             | 6   | 22    | 12     | 40    |
| 11   | Indonesia              | 6   | 10    | 11     | 27    |
| 12   | Malasia                | 5   | 10    | 14     | 29    |
| 13   | Hong Kong              | 5   | 6     | 6      | 17    |
| 14   | Kuwait                 | 4   | 6     | 4      | 14    |
| 15   | Sri Lanka              | 3   | 0     | 3      | 6     |
| 16   | Pakistán               | 2   | 4     | 9      | 15    |
| 17   | Singapur               | 2   | 3     | 9      | 14    |
| 18   | Catar                  | 2   | 3     | 3      | 8     |
| 19   | Mongolia               | 2   | 2     | 10     | 14    |
| 20   | Birmania               | 1   | 6     | 4      | 11    |
| 21   | Filipinas              | 1   | 5     | 12     | 18    |
| 22   | Vietnam                | 1   | 5     | 11     | 17    |
| 23   | Turkmenistán           | 1   | 0     | 1      | 2     |
| 24   | Kirguistán             | 0   | 3     | 3      | 6     |
| 25   | Jordania               | 0   | 3     | 2      | 5     |
| 26   | Siria                  | 0   | 2     | 4      | 6     |
| 27   | Nepal                  | 0   | 1     | 3      | 4     |
| 28   | Emiratos Árabes Unidos | 0   | 1     | 1      | 2     |
| 29   | Macao                  | 0   | 1     | 0      | 1     |
| 30   | Bangladés              | 0   | 0     | 1      | 1     |
| 30   | Brunéi                 | 0   | 0     | 1      | 1     |
| 30   | Laos                   | 0   | 0     | 1      | 1     |
| 30   | Omán                   | 0   | 0     | 1      | 1     |
| TOT  |                        | 378 | 381   | 467    | 1226  |

| Predecesor: Hiroshima 1994 | XIII Juegos Asiáticos 1998 | Sucesor: Busan 2002 |